# José María Figaredo Álvarez-Sala
José María Figaredo Álvarez-Sala   (Gijón, 26 de setembre de 1988) és un advocat i polític espanyol. És diputat per Astúries del Grup Parlamentari de Vox al Congrés dels Diputats de la XIV legislatura d'Espanya de les Corts Generals. Des de gener de 2023 és president de Vox Astúries.

## Trajectòria
José María Figaredo va néixer a Gijón el 1988, i va estudiar al Col·legi Sant Ignasi d'Oviedo abans de traslladar-se a Madrid, on va residir al Col·legi Major Universitari Elías Ahúja, i va estudiar a la Universitat Pontifícia Comillas, llicenciant-se en Dret en 2011 i en Administració i direcció d'empreses el 2012. El 2011 va realitzar el sisè curs de Dret a la Universitat Estatal de Carolina del Nord amb un programa d'intercanvi d'estudiants. Forma part del departament de processal i arbitratge del bufet González-Bueno & Associats. És membre del Club Espanyol d'Arbitratge. És net de l'empresari miner José María Álvarez Sela i nebot del polític Rodrigo Rato.
Va entrar en política després de la fundació de Vox el 2013, incorporant-se a aquesta formació política a Astúries, on exerceix de secretari general. A les eleccions generals d'abril de 2019, va figurar com a cap de llista de Vox a la circumscripció d'Astúries i va ser elegit diputat. Al Congrés dels Diputats, és membre de la Diputació Permanent, de la Comissió de Justícia i de la Comissió d'Economia i Empresa. Ha estat portaveu del Comitè de Finances i del Comitè de Pressupost. En les següents eleccions generals de novembre de 2019 també va ser elegit diputat al Congrés dels Diputats. El 12 de gener de 2023, el Comitè Executiu Nacional de Vox el nomena president de Vox Astúries després de la dimissió d'Ignacio Blanco. En les eleccions municipals de 2023 va ser inclòs de manera anecdòtica a les llistes electorals de Vox per a l'Ajuntament de Gijón.
Va ser el cap de llista de Vox a les eleccions generals de juliol de 2023 per la circumscripció d'Astúries. Després d'obtenir el 12.48% dels vots va aconseguir revalidar el seu escó a la XV Legislatura.
Al Congrés, ha abanderat les propostes del seu partit per posar fi als objectius de reducció d'emissions i de generació i consum d'energia renovable fixats per la Llei de canvi climàtic, així com per derogar les prohibicions d'explorar i explotar hidrocarburs i mines d'urani a Espanya. També s'ha referit a les polítiques contra l'escalfament global com a guiades per «la ideologia i el fanatisme» i les ha qualificat de «religió climàtica»